# 梅莉
《梅莉》，是公共電視在2022年推出的詩選電視劇《你的婚姻不是你的婚姻》的第四單元，由高炳權導演，由夏于喬、施名帥等實力派演員主演。劇集在2022年12月24日首播。

## 製作
- 導演：高炳權
- 編劇：夏康真
- 協力編劇：費工怡、馬千代
- 出品：財團法人公共電視文化事業基金會、遠傳friDay影音
- 出品人：胡元輝、井琪
- 監製：於蓓華、朱承恩、陳萍坽
- 共同監製：李淑萍、呂筑君
- 製作人：巫知諭、余慧君
- 聯合製作人：徐國倫

## 演員

### 主要演員
| 演員   | 角色   | 職業／關係 |
| 夏于喬 | 曾梅莉 | 曹昱門之妻。 39歲，看起來隨和溫暖，像水一樣柔和，也像水一樣靈動、有力量。有著號稱明日之星的電視製作人老公，和兩個可愛的孩子。婚前曾經熱愛自由潛水的她，在疲於奔命的育兒生活中，親手埋葬了這段過去。當號稱「主婦好朋友」的AI智慧鼠 Juno 出現後，梅莉那個隱藏在深海底下的自由靈魂再度被喚醒，也將為這個看似平穩的家庭帶來風暴。 |
| 施名帥 | 曹昱門 | 曾梅莉之夫。 40歲，氣勢扶搖直上的明日之星電視製作人，在外看似活力四射，幽默風趣，下班回家後的昱門卻是一個夾在失智老父與核心家庭間、氣力用盡的男性，為了賺錢養家而難以實現夢想。 |

### 特別演出
| 演員              | 角色   | 職業／關係 |
| 張家慧            | Amanda | |
| 今子嫣            | 梅母   | |
| 楊鈞訸            | 朱寶   | 曹昱門、曾梅莉之子，喜歡畫畫。 |
| 黃品瑜            | 美樂蒂 | 曹昱門、曾梅莉之女，喜歡演戲。 |
| 姚坤君 (聲音演出) | Juno   | 被開發出來給已婚男女使用，號稱「主婦好朋友」，宗旨是要促進請託人的幸福感。有別於一般的 AI 機器人，以完全服從人類指令為主，內建「破壞就是建設」的程式屬性，讓Juno 能夠根據請託人的目標，選擇最適合的方法，打破無效的相處模式，卻也帶給這對夫妻更大的挑戰。 |
| 梁赫群            | 孔哥   | |
| 鄭平君            | 曹天成 | |
| 張詩盈            | 曹昱玲 | |
| 廖慧珍            | 曹昱平 | |

### 其他演員
| 演員   | 角色       | 職業／關係   |
| 華天灝 | 電視台經理 |              |
| 王湘涵 | 護士       |              |
| 黃略耕 | 學校主任   |              |
| 安德森 | 劇團老師   |              |
| 黃紹雯 | 小瑞媽     |              |
| 卓逸芃 | 小瑞       |              |
| 黃馨慈 | 美燕       |              |
| 洪苡宥 | 小美樂蒂   |              |
| 黃之歆 | 小朱寶     |              |
| 陳秋柳 | Lisa       | 外傭         |
| 徐俊豪 | 禮儀人員   | 禮儀服務人員 |
| 黃晨瑋 | 禮儀人員   | 禮儀服務人員 |
| 洪毓璟 | 同事       |              |

## 獎項紀錄
| 年份 | 頒獎單位     | 獎項                         | 入圍者                                 | 結果 |
| ---- | ------------ | ---------------------------- | -------------------------------------- | ---- |
| 2023 | 第58屆金鐘獎 | 電視電影獎                   | 《梅莉》                               | 提名 |
| 2023 | 第58屆金鐘獎 | 迷你劇集（電視電影）編劇獎   | 夏康真                                 | 提名 |
| 2023 | 第58屆金鐘獎 | 迷你劇集（電視電影）女主角獎 | 夏于喬                                 | 提名 |
| 2023 | 第58屆金鐘獎 | 戲劇類節目攝影獎             | 劉至桓                                 | 提名 |
| 2023 | 第58屆金鐘獎 | 戲劇類節目剪輯獎             | 陳小菁                                 | 提名 |
| 2023 | 第58屆金鐘獎 | 戲劇類節目美術設計獎         | 王重治、吳承羲、施筱柔、舒國豪、廖晏舟 | 提名 |